# رقابت‌های جایزه بزرگ موتورسواری
رقابت‌های جایزه بزرگ موتورسواری (انگلیسی: Grand Prix motorcycle racing) مسابقات حرفه‌ای موتورسیکلت‌رانی است. این مسابقات در سه کلاس موتوجی‌پی، موتو۲ و موتو۳ توسط فدراسیون بین‌المللی موتورسواری از سال ۱۹۴۹ تاکنون هر ساله برگزار می‌شود.

## قهرمانان بر پایه کشور
| کشور                | MotoGP/500cc | 350cc | Moto2/250cc | Moto3/125cc | 80cc/50cc | مجموع |
| ------------------- | ------------ | ----- | ----------- | ----------- | --------- | ----- |
| ایتالیا             | ۲۰           | ۸     | ۲۲          | ۲۳          | ۲         | ۷۵    |
| اسپانیا             | ۶            | ۰     | ۱۰          | ۱۷          | ۱۲        | ۴۵    |
| بریتانیا            | ۱۷           | ۱۳    | ۹           | ۵           | ۱         | ۴۵    |
| آلمان               | ۰            | ۲     | ۸           | ۴           | ۴         | ۱۸    |
| ایالات متحده آمریکا | ۱۵           | ۰     | ۲           | ۰           | ۰         | ۱۷    |
| استرالیا            | ۸            | ۱     | ۱           | ۱           | ۰         | ۱۱    |
| رودزیا              | ۱            | ۵     | ۲           | ۰           | ۰         | ۸     |
| ژاپن                | ۰            | ۱     | ۳           | ۴           | ۰         | ۸     |
| سوئیس               | ۰            | ۰     | ۰           | ۴           | ۴         | ۸     |
| فرانسه              | ۰            | ۰     | ۴           | ۲           | ۰         | ۶     |
| آفریقای جنوبی       | ۰            | ۳     | ۲           | ۰           | ۰         | ۵     |
| نیوزیلند            | ۰            | ۰     | ۰           | ۲           | ۲         | ۴     |
| ونزوئلا             | ۰            | ۱     | ۲           | ۰           | ۰         | ۳     |
| هلند                | ۰            | ۰     | ۰           | ۰           | ۳         | ۳     |
| سان مارینو          | ۰            | ۰     | ۱           | ۱           | ۰         | ۲     |
| سوئد                | ۰            | ۰     | ۰           | ۲           | ۰         | ۲     |
| فنلاند              | ۰            | ۰     | ۱           | ۰           | ۰         | ۱     |
| اتریش               | ۰            | ۰     | ۰           | ۱           | ۰         | ۱     |
| مجارستان            | ۰            | ۰     | ۰           | ۱           | ۰         | ۱     |